# ميخائيل غلين
ميخائيل غلين (14 يونيو 1956 - )  (بالإنجليزية: Michael Glenn)‏ هو لاعب كريكت بريطاني.